# 二浪灣

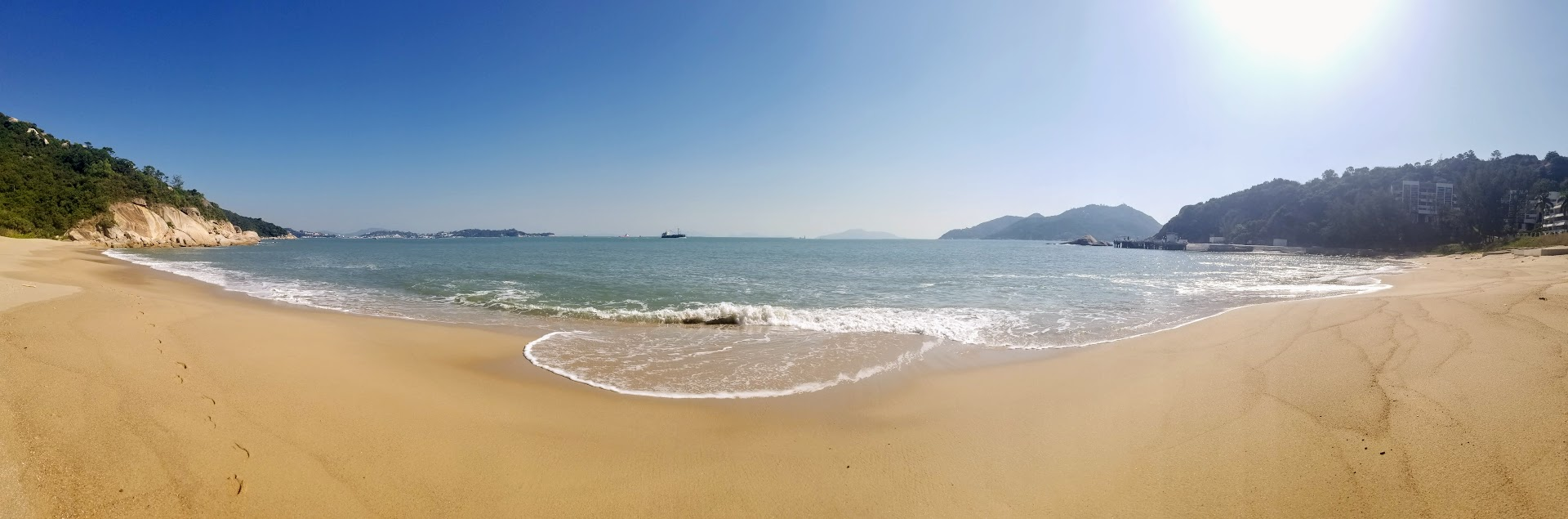
二浪灣

二浪灣是香港一個海灣，位於新界大嶼山芝麻灣半島，與大浪灣為鄰。二浪灣早於隋代便已有人居住，現時尚存數個灰窰遺址。1970年代，地產發展商和記黃埔於二浪灣興建一個大型度假村，名為澄碧邨。由於大嶼山愉景灣本來興建大型度假村的計劃最終未有成事，故二浪灣成為了大嶼山主要的度假地點之一。

## 交通
- 渡輪（勝景發展）
  - 長洲←→二浪灣